# صالة تريستار الرياضية
صالة تريستار الرياضية (بالإنجليزية: Tristar Gym)‏ هو مركز تدريب للفنون القتالية المختلطة يقع في لو تريانجل بورو في مونتريال، كيبك، كندا. من بين المدربين في صالة الألعاب الرياضية فراس الذهبي وكونراد بلا وجورج سانت بيير. تُعد صالة تريستار الرياضية واحدًا من أفضل معسكرات تدريب الفنون القتالية المختلطة الاحترافية.